# Бережанський державний історико-архітектурний заповідник
Бережанський державний історико-культурний заповідник — науково-дослідний, культурно-просвітницький заклад у м. Бережанах Тернопільської области.

## Відомості
1998 року ініціатором створення регіонального заповідника виступив інженер, краєзнавець і ентузіаст збереження пам'яток культурної спадщини, депутат Бережанської міської ради Богдан Тихий.
17 листопада 2001 року згідно з постановою Кабінету Міністрів України створено заповідник з державним статусом.
Від 2012 року в підпорядкуванні Міністерства культури та інформаційної політики України.

## Об'єкти заповідника
До складу заповідника входить споруди XVI–XIX ст., зокрема:
- комплекс замку Синявських,
- Ратуша,
- адмінбудівля,
- будівля Магістрату,
- будинок Українського педагогічного товариства «Рідна школа»,
- комплекс споруд Вірменської церкви.

## Керівництво

### Директори
- Тихий Богдан Ярославович (2002—2006)[4],
- Зорик Василь Петрович,
- в. о. Мигович Ірина Станіславівна — нині.